# Le voyage '96
Le voyage '96 è un cd raccolta di Gigi D'Agostino, comprende alcune sue tracce più altre di vari autori come Mauro Picotto.
Venne pubblicata nel Febbraio del 1996, sotto l'etichetta della Media Records - Virgin - BXR.
Al giorno d'oggi, raramente è ancora possibile trovar la compilation in vendita nel formato cassetta o cd. Più ricercati sono i cd, ma data la medesima età, i prezzi arrivano a diverse decine di euro.

## Tracce
1. Fly (D'Agostino Planet)
2. Goblin (The Land of Oz)
3. Bakerloo Simphony (R.A.F. By Picotto)
4. Giallone Remix (Gigi D'Agostino)
5. Happily (Gigi D'Agostino)
6. Hit the Bang (Groove Park)
7. Children (Robert Miles)
8. Noise Maker Theme (Gigi D'Agostino)
9. My House (R.A.F. By Picotto)
10. Halleluja (R.A.F. By Picotto)
11. Harmonic (Gigi D'Agostino)
12. Marimba (D'Agostino Planet)
13. Melody Voyager (D'Agostino Planet)
14. Android (2 Culture In A Room)
15. For Love (D'Agostino Planet)
16. Groovebird (Natural Born Grooves)